# 오스트루다군

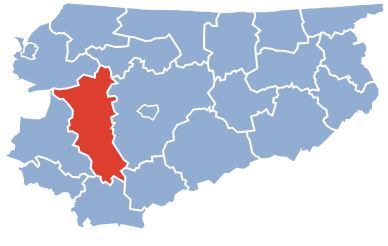
바르미아마주리주 지도에 표시된 오스트루다군의 위치

오스트루다군(폴란드어: powiat ostródzki)은 폴란드 바르미아마주리주에 위치한 군으로 군청 소재지는 오스트루다이며 면적은 1,764.89km2, 인구는 105,286명(2006년 기준), 인구 밀도는 60명/km2이다.
북동쪽으로는 리즈바르크군, 동쪽으로는 올슈틴군, 남동쪽으로는 니지차군, 남쪽으로는 지아우도보군, 서쪽으로는 이와바군, 슈툼군, 북서쪽으로는 포모제주 엘블롱크군과 접한다. 9개 지방 자치체(1개 도시, 3개 도시형 농촌, 5개 농촌)를 관할한다.

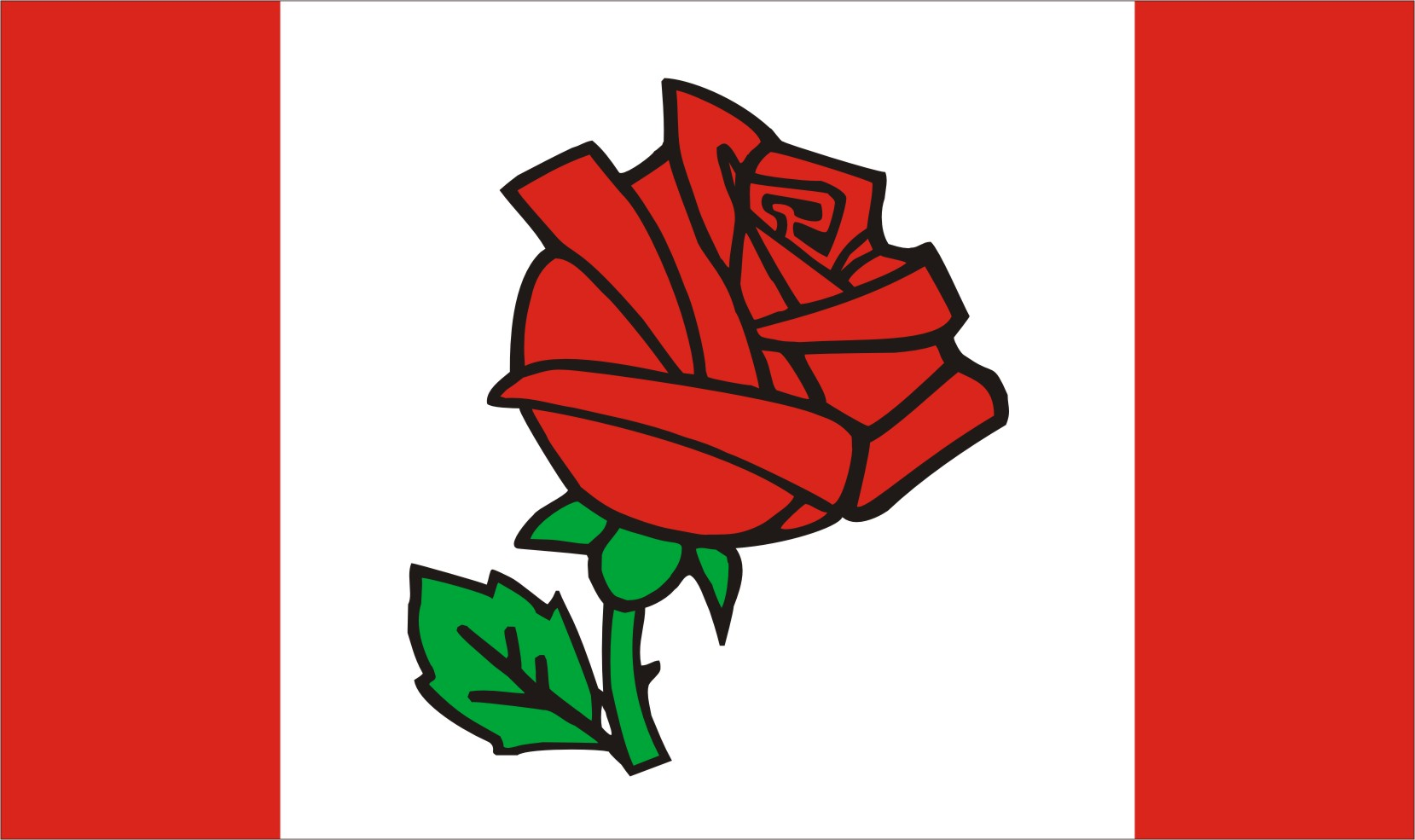
군기
군 문장